# Trio fortepianowe
Trio fortepianowe – utwór na trzy instrumenty (najczęściej są to fortepian, skrzypce i wiolonczela).
Tria fortepianowe zyskały popularność w Europie środkowej w połowie XVIII w. Były nazywane „damską muzyką salonową”, gdyż najczęściej partię fortepianową wykonywała dama, a towarzyszyli jej kawalerowie; taką sytuację widać na wielu ówczesnych ilustracjach – także na wydaniach triów fortepianowych Josepha Haydna. Również dedykacje na klasycznych triach fortepianowych nie pozostawiają wątpliwości, że komponowane były dla muzykalnych pań z wyższych sfer. Dopiero ostatnie tria fortepianowe Haydna, pisane dla zawodowej pianistki, stawiają przed wykonawcą partii fortepianowej większe wymagania.
Charakter tria fortepianowego zmienił Ludwig van Beethoven. Jego tria są rozbudowane, dramatyczne i wirtuozowskie – jak najpopularniejsze z nich, tzw. Geistertrio op. 70 nr 1. W XIX wieku tria fortepianowe nie straciły popularności. Kompozytorzy najczęściej wykonywanych dziś triów to: Franz Schubert, Felix Mendelssohn-Bartholdy, Robert Schumann, Johannes Brahms, Antonín Dvořák, Piotr Czajkowski, Bedřich Smetana. W XX wieku popularne do dziś tria skomponowali Maurice Ravel i Dmitrij Szostakowicz.
W dziejach polskiej muzyki gatunek ten uprawiało niewielu kompozytorów: Fryderyk Chopin, Artur Malawski, Andrzej Panufnik, Krzysztof Meyer.